# Filmografia de Dustin Hoffman

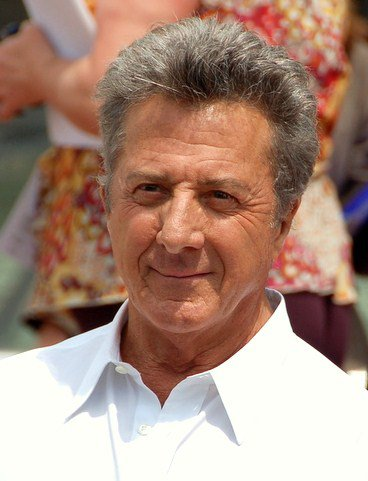
O ator Dustin Hoffman no Festival de Cannes, em 2008.

O ator estadunidense Dustin Lee Hoffman iniciou sua carreira com uma aparição na série Naked City, em 1961. Sua primeira aparição teatral foi na peça A Cook for Mr. General. Após inúmeras participações em televisão, Hoffman estrelou a peça Eh? em 1966, rendendo-lhe alguns prêmios. No cinema, Hoffman fez sua estreia em 1967, na comédia The Tiger Makes Out. No mesmo ano, foi muito bem observado pela atuação como Benjamin Braddock no drama The Graduate, de Mike Nichols, que lhe rendeu a primeira indicação aos Prêmios da Academia. Em seguida protagonizou a peça Jimmy Shine no papel-título e a comédia Madigan's Millions. Em 1969, ao lado de Jon Voight, estrelou o aclamado e premiado Midnight Cowboy, vencedor do Óscar de Melhor Filme, e pelo qual foi indicado ao Óscar de Melhor Ator pela segunda vez.
Ao longo da década de 1970, Hoffman estrelou produções altamente consideradas e comercialmente bem-sucedidas, como Little Big Man (em 1970), o suspense psicológico Straw Dogs (em 1971), Papillon (em 1973), Lenny (em 1974) - sobre o controverso comediante Lenny Bruce - e o drama político All the President's Men (em 1976), no papel do jornalista Carl Bernstein durante o Caso Watergate. Após estrelar o suspense Marathon Man, também em 1976, e o policial Straight Time, em 1978, Hoffman estrelou o drama Kramer vs. Kramer, em 1979, pelo qual finalmente venceu o Óscar de Melhor Ator.
Após hiato de três anos, Hoffman retomou sua carreira com a comédia Tootsie, em 1982, no papel de um conturbado ator fingindo ser uma mulher. Retornou aos palcos em 1984, interpretando Willy Loman em Death of a Salesman. Em 1987, atuou na comédia Ishtar, dividindo as telas com Warren Beatty, sendo um dos trabalhos que elevou sua imagem perante a crítica especializada. Em 1988, Hoffman venceu seu segundo Óscar de Melhor Ator pela atuação em Rain Main, coestrelado por Tom Cruise. Em 1989, foi indicado ao Prêmio Tony pela atuação como Shylock em The Merchant of Venice. Nos anos 1990, apareceu nos filmes Dick Tracy (1990), Hook (1991), Sleepers (1996), Mad City (1997) e Wag the Dog (1997), este último coestrelado por Robert De Niro. Na televisão, estrelou o episódio "O Professor Substituto", de The Simpsons. 
Na década de 2000, interpretou o produtor teatral Charles Frohman em Finding Neverland, coestrelou a comédia Meet the Fockers  (ambos em 2004) como Bernie Pinto, e o suspense Perfume: The Story of a Murderer (2006). Em 2007, interpretou o personagem-título Mr. Magorium's Wonder Emporium. Hoffman atuou na animação Kung Fu Panda e suas sequências, dublando o personagem Mestre Shifu.

## Filmografia

### Cinema
| Ano  | Título                                                                      | Papel                             | Ref.   |
| ---- | --------------------------------------------------------------------------- | --------------------------------- | ------ |
| 1967 | The Tiger Makes Out                                                         | Hap                               | [ 7 ]  |
| 1967 | The Graduate                                                                | Benjamin "Ben" Braddock           | [ 7 ]  |
| 1968 | Madigan's Millions                                                          | Jason Fister                      | [ 7 ]  |
| 1969 | Midnight Cowboy                                                             | Enrico Salvatore "Ratso" Rizzo    | [ 7 ]  |
| 1969 | John and Mary                                                               | John                              | [ 7 ]  |
| 1970 | Little Big Man                                                              | Jack Crabb                        | [ 7 ]  |
| 1971 | Who Is Harry Kellerman and Why Is He Saying Those Terrible Things About Me? | Georgie Soloway                   | [ 7 ]  |
| 1971 | Straw Dogs                                                                  | David Summer                      | [ 7 ]  |
| 1972 | Alfredo, Alfredo                                                            | Alfredo Sbisà                     | [ 7 ]  |
| 1973 | Papillon                                                                    | Louis Dega                        | [ 7 ]  |
| 1974 | Lenny                                                                       | Lenny Bruce                       | [ 7 ]  |
| 1976 | All the President's Men                                                     | Carl Bernstein                    | [ 7 ]  |
| 1976 | Marathon Man                                                                | Thomas Babington "Babe" Levy      | [ 7 ]  |
| 1978 | Straight Time                                                               | Max Dembo                         | [ 7 ]  |
| 1979 | Agatha                                                                      | Wally Stanton                     | [ 7 ]  |
| 1979 | Kramer vs. Kramer                                                           | Ted Kramer                        | [ 7 ]  |
| 1982 | Tootsie                                                                     | Michael Dorsey / Dorothy Michaels | [ 7 ]  |
| 1987 | Ishtar                                                                      | Chuck Clarke                      | [ 7 ]  |
| 1988 | Rain Man                                                                    | Raymond "Ray" Babbitt             | [ 7 ]  |
| 1989 | Common Threads: Stories from the Quilt                                      | Narrador                          | [ 8 ]  |
| 1989 | Family Business                                                             | Vito McMullen                     | [ 7 ]  |
| 1990 | Dick Tracy                                                                  | Mumbles                           | [ 7 ]  |
| 1991 | Billy Bathgate                                                              | Dutch Schultz                     | [ 7 ]  |
| 1991 | Hook                                                                        | Capitão James Hook                | [ 7 ]  |
| 1992 | Horton Hears a Who!                                                         | Narrador                          | [ 7 ]  |
| 1992 | Hero                                                                        | Bernard "Bernie" Laplante         | [ 7 ]  |
| 1995 | Outbreak                                                                    | Coronel Sam Daniels               | [ 7 ]  |
| 1996 | American Buffalo                                                            | Walt "Teach" Teacher              | [ 7 ]  |
| 1996 | Sleepers                                                                    | Danny Snyder                      | [ 7 ]  |
| 1997 | Mad City                                                                    | Max Brackett                      | [ 7 ]  |
| 1997 | Wag the Dog                                                                 | Stanley Motss                     | [ 7 ]  |
| 1998 | Sphere                                                                      | Dr. Norman Goodman                | [ 7 ]  |
| 1999 | The Messenger: The Story of Joan of Arc                                     | A Consciência                     | [ 7 ]  |
| 2002 | Moonlight Mile                                                              | Ben Floss                         | [ 7 ]  |
| 2003 | Confidence                                                                  | Winston King                      | [ 9 ]  |
| 2003 | Runaway Jury                                                                | Wendell Rohr                      | [ 9 ]  |
| 2004 | Finding Neverland                                                           | Charles Frohman                   | [ 9 ]  |
| 2004 | I ♥ Huckabees                                                               | Bernard Jaffe                     | [ 9 ]  |
| 2004 | Meet the Fockers                                                            | Bernie Pinto                      | [ 9 ]  |
| 2004 | Lemony Snicket's A Series of Unfortunate Events                             | O Crítico                         | [ 10 ] |
| 2005 | Racing Stripes                                                              | Tucker                            | [ 9 ]  |
| 2005 | The Lost City                                                               | Meyer Lansky                      | [ 9 ]  |
| 2006 | Perfume: The Story of a Murderer                                            | Giuseppe Baldini                  | [ 9 ]  |
| 2006 | Stranger than Fiction                                                       | Professor Jules Ribert            | [ 9 ]  |
| 2006 | The Holiday                                                                 | Ele mesmo                         | [ 9 ]  |
| 2007 | Mr. Magorium's Wonder Emporium                                              | Mr. Edward Magorium               | [ 9 ]  |
| 2008 | Kung Fu Panda                                                               | Mestre Shifu (voz)                | [ 9 ]  |
| 2008 | The Tale of Despereaux                                                      | Roscuro                           | [ 9 ]  |
| 2008 | Last Chance Harvey                                                          | Harvey Shine                      | [ 9 ]  |
| 2010 | Barney's Version                                                            | Israel "Izzy" Panofsky            | [ 9 ]  |
| 2010 | Jews and Baseball: An American Love Story                                   | Narrador                          | [ 9 ]  |
| 2010 | Little Fockers                                                              | Bernie Pinto                      | [ 9 ]  |
| 2011 | Kung Fu Panda 2                                                             | Mestre Shifu (voz)                | [ 9 ]  |
| 2012 | Quartet                                                                     |                                   | [ 9 ]  |
| 2014 | Chef                                                                        | Riva                              | [ 9 ]  |
| 2014 | The Cobbler                                                                 | Abraham Simkin                    | [ 9 ]  |
| 2014 | Boychoir                                                                    | Carvelle                          | [ 9 ]  |
| 2015 | The Program                                                                 | Bob Hamman                        | [ 9 ]  |
| 2016 | Kung Fu Panda 3                                                             | Mestre Shifu (voz)                | [ 9 ]  |

### Televisão
| Ano       | Título                         | Papel                   | Ref. |
| --------- | ------------------------------ | ----------------------- | ---- |
| 1961-1963 | Naked City                     | Finney / Lester Stenton |      |
| 1962-1965 | The Defenders                  | Buddy / Robert Burke    |      |
| 1965      | The Nurses                     | Larson                  |      |
| 1966      | The Journey of the Fifth Horse | Zoditch                 |      |
| 1966      | The Star-Wagon                 | Hanus Wicks             |      |
| 1967      | ABC Stage 67                   | J.J. Semmons            |      |
| 1968      | Premiere                       | Arthur Greene           |      |
| 1971      | The Point                      | Narrador / Padre        |      |
| 1985      | Death of a Salesman            | Willy Loman             |      |
| 1991      | The Simpsons                   | Sr. Bergstrom (voz)     |      |
| 1991      | A Wish for Wings That Work     | Milquetoast (voz)       |      |
| 2015      | Roald Dahl's Esio Trot         | Esio Trot               |      |